# Hyrum M. Smith
 Hyrum Mack Smith (Salt Lake City, 21 de marzo de 1872-ibid., 23 de enero de 1918) fue miembro del Cuórum de los Doce Apóstoles de La Iglesia de Jesucristo de los Santos de los Últimos Días (Iglesia SUD).

## Biografía
Smith nació en Salt Lake City, Territorio de Utah, siendo el hijo mayor de Joseph F. Smith y Edna Lambson. Smith recibió el nombre de su abuelo paterno Hyrum Smith, quien era hermano mayor del fundador de La Iglesia de Jesucristo de los Santos de los Últimos Días, Joseph Smith, y un líder prominente de la iglesia restaurada.
Asistió al Latter-day Saint College, del cual se graduó en 1894. El 15 de noviembre de 1895 se casó con Ida Elizabeth Bowman y al día siguiente la dejó en Utah para servir en una misión en Gran Bretaña. Desde octubre de 1896 hasta febrero de 1898, Smith presidió la Conferencia de Newcastle.
Después de regresar de su misión, Smith trabajó en ZCMI mientras servía como misionero de medio tiempo en Salt Lake City.
Smith fue ordenado apóstol de la iglesia el 24 de octubre de 1901, a la edad de 29 años, por su padre, quien era presidente de la misma. En 1909, Smith fue designado como uno de los dos asesores del sacerdocio originales de la Asociación Primaria de toda la Iglesia.
En 1913, Smith fue convocado como presidente de la Misión Europea de la iglesia. Sirvió hasta 1916, cuando las actividades de la misión se suspendieron debido a la Primera Guerra Mundial.
Smith y su mujer tuvieron cinco niños, entre ellos Joseph Fielding Smith, quién posteriormente se transformaría en patriarca de la iglesia. Otro de los hijos de Smith fue Geraldine Smith, madre de M. Russell Ballard.
Smith escribió un comentario sobre Doctrina y Convenios con Janne M. Sjödahl.
Murió en Salt Lake City de una ruptura del apéndice a la edad de 45 años.  Fue enterrado en el cementerio de Salt Lake City. Su esposa Ida estaba embarazada de su quinto hijo, Hyrum, y murió por complicaciones del parto en septiembre de 1918. La muerte de Hyrum Mack e Ida fueron algunos de los factores que contribuyeron a la revelación del presidente de la Iglesia (y padre de Hyrum) Joseph F. Smith en octubre de 1918 sobre los espíritus de los muertos, que se convirtió en la sección 138 de Doctrina y convenios.